# Verjamem
Verjamem (in italiano Io credo) è un partito politico sloveno di centro-sinistra, fondato e guidato dall'ex-presidente della Corte dei Conti Igor Šoltes.

## Storia
Si è presentato alle elezioni europee del 2014 ottenendo il 10,3% e 1 seggio per lo stesso Šoltes, che ha deciso di iscriversi al gruppo I Verdi/Alleanza Libera Europea.

## Risultati elettorali
| Elezione          | Voti   | %     | Seggi  |
| ----------------- | ------ | ----- | ------ |
| Europee 2014      | 41.525 | 10,33 | 1 / 8  |
| Parlamentari 2014 | 6.800  | 0,78  | 0 / 90 |